# Товарен самолет
Товарният самолет, наричан още транспортен самолет, е летателен апарат предназначен за транспортиране на товари. Конструктивно създадените специализирани самолети за транспорт имат големи товарни отвори, оборудвани са за механизирано бързо товарене и разтоварване, имат масивен под и възможност за укрепване на товара, понякога със значителни размери. Тези изисквания определят и специфична и характерна форма на фюзелажа с оглед достъп за товарене. Обикновено когато самолета се натоварва от задната част на фюзелажа оперениетто е изнесено високо, за да позволи лесен достъп. При самолета Messerschitt Me 323 Gigant и Ан-225 „Мрия“ товаренето на големогабитните товари се осъществява с отваряне и вдигане на носовата част на самолета. Поради специфичността на конструкцията тези самолети се използват и за нуждите на военно-транспортната авиация. За транспортиране на товари се използват и стандартно проектирани самолети, които за транспорт на пътници се оборудват с вграждането на системи и обзавеждане за обезпечаване на удобно и комфортно пътуване.

## Галерия
- Ан-225 „Мрия“
- Ан-124 („Руслан“)
- Боинг 747—400
- C-130 Херкулес